# Assiette fiscale
Une assiette fiscale est un montant qui sert de base au calcul d'un impôt ou d'une taxe. Le montant de l'impôt qui est dû est, le plus souvent, obtenu par multiplication de l'assiette par un taux.
Par exemple, pour l'impôt sur le revenu des individus, l'assiette fiscale est la somme des revenus imposables et des bénéfices imposables ; pour un impôt foncier, l'assiette est la valeur locative cadastrale ; pour la TVA, l'assiette est la valeur ajoutée ; pour l'impôt sur les sociétés, l'assiette est le résultat net avant impôt. Une fois l'assiette appliquée au taux, on obtient le montant de l'impôt brut. L'impôt brut peut ensuite faire l'objet d'exonération, du droit à déduction en matière de TVA, de réductions d'impôt ou de crédits d'impôt. 
L'assiette fiscale d'un pays représente la quantité de revenus générés par ses citoyens sur lequel un impôt peut être prélevé.